# Tepui

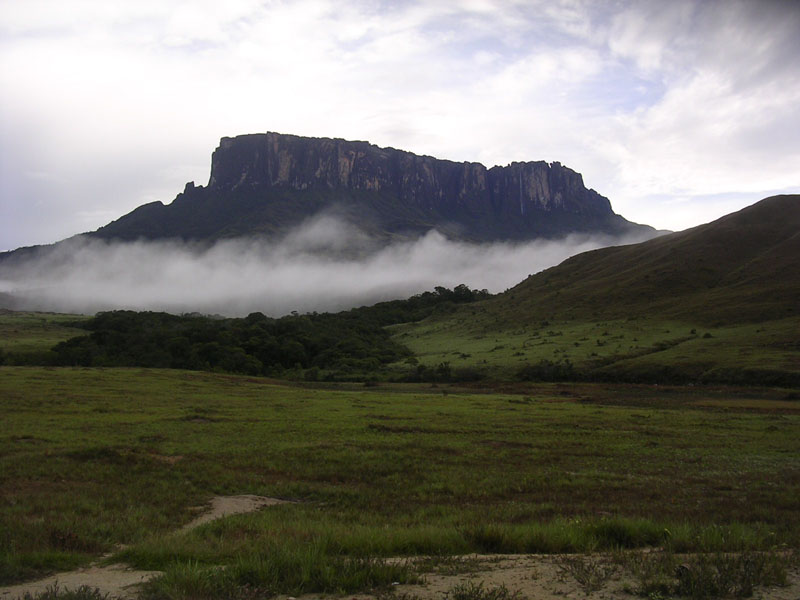
Tepui-ul Kukenan.

Tepui sau tepuy (pronunție, ˈtɛpˌwi) este un munte fără o proeminență clară de tip vârf, având ca altitudine superioară un platou sau o suprafață plană de tip mesa. Aceste forme de eroziune montană sunt specifice înălțimilor din vestul Venezuelei și estului Guyanei, numite platoul Guayana.
Cuvântul tepui semnifică "casa zeilor" în limba tribului de amerindieni Pemon, care locuiesc zona Gran Sabana. Majoritatea formațiilor montane de tip tepui sunt izolate, creând entități separate comparative cu majoritatea lanțurile montane care prezintă conexiuni între grupările și entitățile montane componente. Această caracteristică primordială a tepui-lor le face să fie foarte asemănătoare cu mini-lanțurile montane de tipul Madrean Sky Islands ("insule din cer") din sudul Statelor Unite și nordul Mexicului. Izolarea structurilor tepui, face ca acestea, aidoma insulelor din cer să prezinte puternice individualități endemice, caracteristici unice ale ecosistemelor lor, atât în floră cât și în faună.
Printre cele mai remarcabile tepui se numără și Autana, Auyantepui și Monte Roraima, care este și cea mai cunoscută dintre toate, aflată la punctul triplu de graniță dintre Venezuela, Brazilia  și Guyana). Componența tipică a acestor structuri morfologice constă din gresie din Precambrian sandstone ori cuarţite apărând abrupt din junglă, oferind un aspect deosebit de spectacular. Auyantepui este ogașul apei curgătoare care creează Cascada Angel, cea mai înaltă cascadă a lumii.

## Morfologie

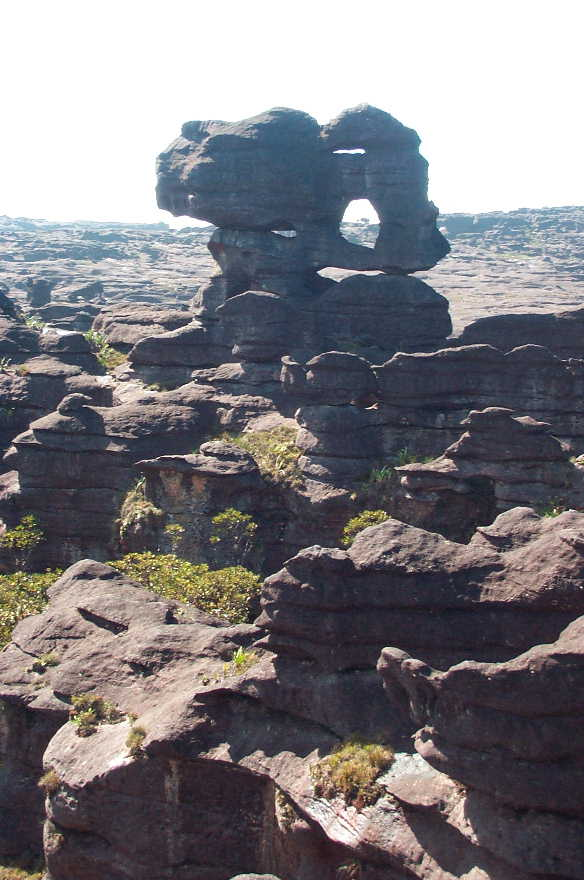
Platoul muntelui Roraima; formația fotografiată are această formă ciudată datorită eroziunii.

Aceste structuri montane, având aspectul unei mese, sunt rezultatul eroziunii a ceea ce a rămas dintr-un platou extins, alcătuit primordial dintr-un strat superior de roci sedimentare de tipul gresiei, care acoperise cândva placa de bază din granit. Acest platou de tip "sandwich" se întindea între bazinele râurilor Amazon și Orinoco, la nord, respectiv între coasta Oceanului Atlantic și unul din afluenții fluviului Amazon, Rio Negro. De-a lungul istoriei Pământului, platoul a fost erodat și astfel s-au format tepuii, din formațiuni ale platoului rămase izolate.

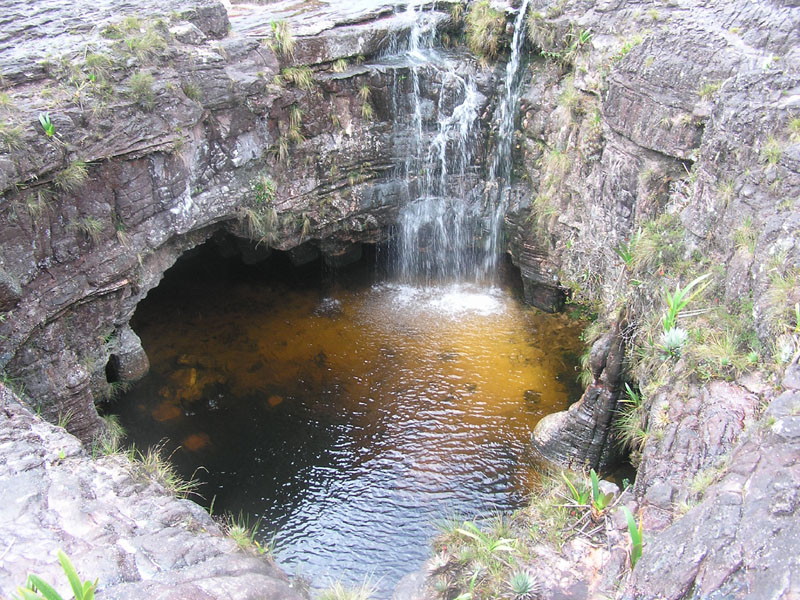
Alte forme de eroziune

## Floră și faună

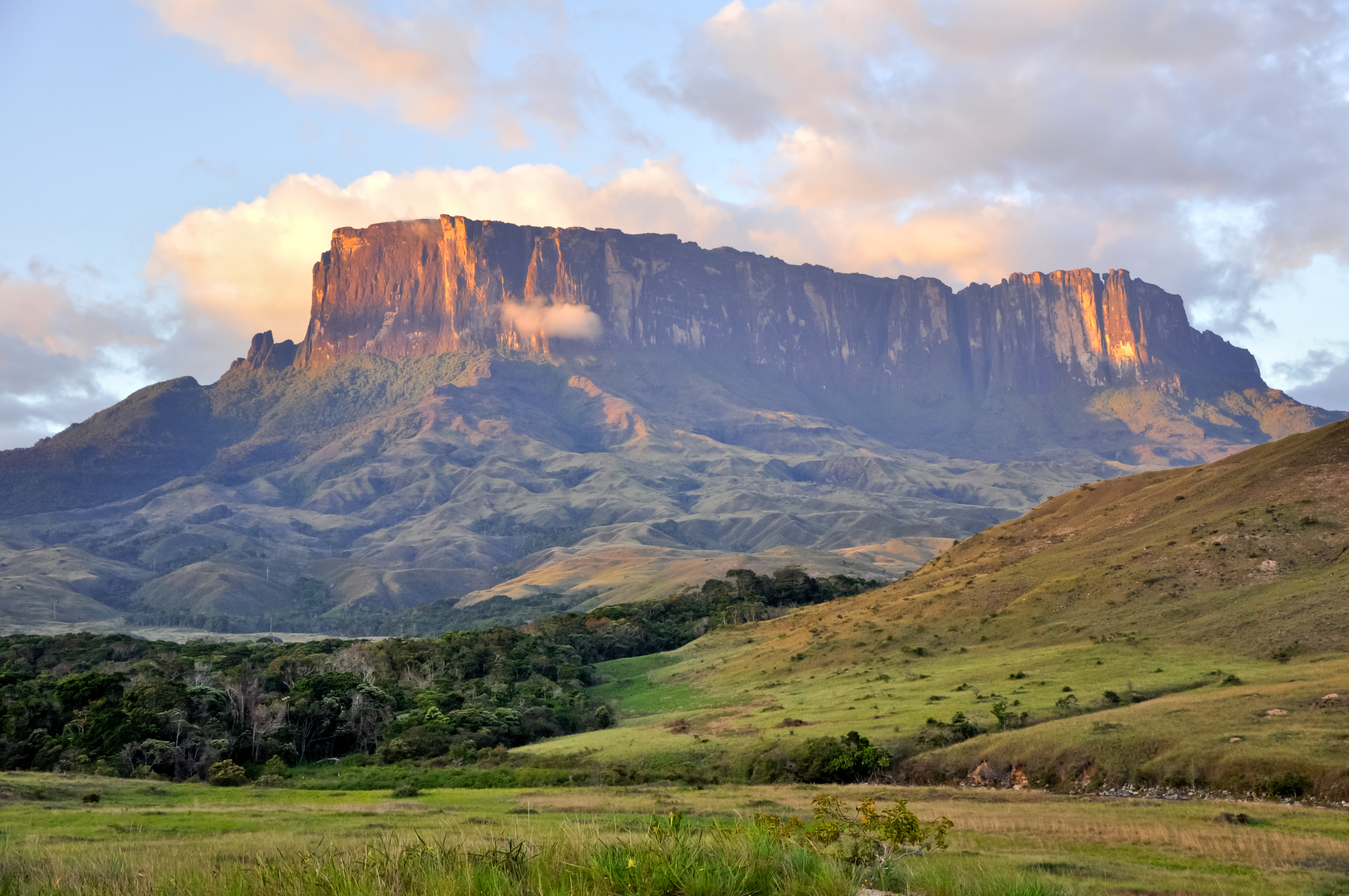
Muntele Roraima.

Cei mai mulți tepui sunt situați in Parcul Național Canaima din Venezuela, parc ce a fost inclus in Patrimoniul mondial UNESCO.

## O selecție de tepui

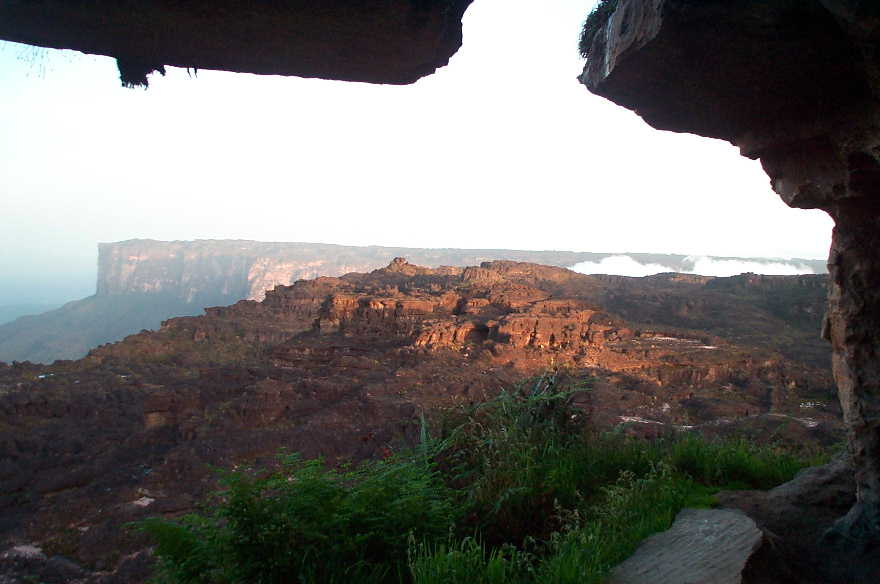
Tepuiul Kukenan

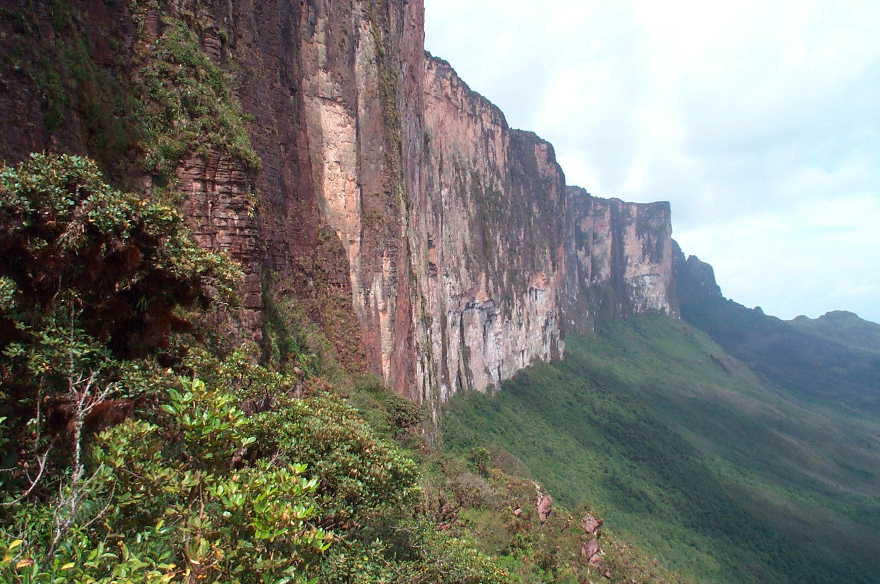
Pantele abrupte ale muntelui Roraima.

Câtiva dintre cei mai notabili tepui sunt:
- Auyantepui este cel mai mare tepui, cu o suprafață întinsă de 700 km². De aici, printr-o despicătură din creștet, țîșnește Cascada Angel, cea mai înaltă cascadă din lume.
- Muntele Roraima Mount Roraima, de asemenea cunoscut și sub numele de Roraima Tepui.  Un raport al remarcatului cercetător Sud American Robert Schomburgk a inspirat autorul scoțian Arthur Conan Doyle să scrie în romanul său The Lost World despre descoperirea unei lumi preistorice vii, plină de dinozauri și plante carnivore.
- Matawi Tepui, cunoscut de asemenea și sub numele de Kukenan Tepui, deoarece este sursa râului Kukenan, considerat  locul morților  de către localnicii indieni Pemon. Este situat la granița dintre Venezuela, Brazilia si Guyana.
- Autana Tepui se ridică la 1,300 m deasupra pădurii. O peșteră unică traversează muntele dintr-o parte în cealaltă.
- Ptari Tepui cu pereții săi perpendiculari, este atât de izolat încât se crede că ar putea fi găsit acolo un număr foarte mare de plante endemice si specii de animale rare.
- Sarisariñama Tepui, faimos pentru dolinele sale aproape perfect circulare, care coboară direct în jos din vârful muntelui - cea mai mare astfel de dolină având 350 de metri în diametru și adâncime, (pretinzându-se că ar fi fost create prin eroziune de către apele subterane). Acestea adăpostesc pe fund, un ecosistem compus din plante și specii de animale unice.